# شيلي مور
شيلي مور (بالإنجليزية: Shelley Moore)‏ هي مغنية أمريكية، ولدت في 10 مارس 1932 في إنجلترا في المملكة المتحدة، وتوفيت في 23 يونيو 2016.

## وصلات خارجية
- شيلي مور على موقع ميوزك برينز (الإنجليزية)
- شيلي مور على موقع أول ميوزيك (الإنجليزية)
- شيلي مور على موقع ديسكوغز (الإنجليزية)